# Кристиан Фридрих фон Бюлов (1737 – 1796)
Кристиан Фридрих фон Бюлов (на немски: Christian Friedrich von Bülow; * 29 юни 1737; † 12 октомври 1796 в Прюцен (в Гюлцов-Прюцен) е благородник от стария род фон Бюлов в Мекленбург-Предна Померания.
Той е син на Корд Ханс фон Бюлов (1696 – 1755) и съпругата му Хартвига Доротея фон Бюлов (1711 – 1757), дъщеря на Хартвиг фон Бюлов (1674 – 1711) и Катарина Луиза фон Негенданк (1674 – 1727).
Внук е на Кристиан Фридрих фон Бюлов (1654 – 1734) и Илзаба София фон Шперлинг († 1717).
Брат е на Юлиана Агнеса фон Бюлов (* 1743 в Прюцен), омъжена за Фридрих Магнус фон дер Кетенбург (* 1734).
Имението Прюцен е собственост на фамилията фон Бюлов (1366 – 1812).

## Фамилия
Кристиан Фридрих фон Бюлов се жени на 18 ноември 1763 г. за Луиза Гертруд София фон Мединг (* 19 септември 1741, Шнеленберг; † 19 август 1822, Прюцен), дъщеря на Георг Лудвиг фон Мединг (1700 – 1766) и София фон Вурмб (1709 – 1774). Те имат три сина: 
- Георг Бернхард фон Бюлов (1768 – 1854), женен за Фридерика фон Щамер (1777 – 1848); имат син
- Август Вилхелм Фридрих Хартвиг фон Бюлов (* 10 април 1769 в рицарското имение Шнеленберг до Люнебург; † 18 юни 1841 във Винкелхоф), женен на 19 август 1795 г. в Прюцен, Мекленбург за Фридерика Йоахима Кунигунда фон Басевитц (* 3 октомври 1773, Дуквитц до Гнойен; † 21 май 1852, Грамбов, Мекленбург); имат син и дъщеря
- Вернер Лудвиг фон Бюлов (1778 – 1849), женен за Юлия фон Ходенберг (1792 – 1864); имат дъщеря